# Lipoproteina Brauna
Lipoproteina Brauna (BLP, Lpp, lipoproteina mureinowa) – występuje w ścianach komórkowych niektórych bakterii gram ujemnych. Jest jednym z najliczniejszych białek błonowych; jego masa molowa wynosi około 7.2 kDa. Koniec C (lizyna) u BLP jest związany wiązaniem kowalencyjnym z cząsteczkami kwasu diaminopomelinowego w warstwie peptydoglikanu. Natomiast jego główka hydrofobowa (cysteina związana z lipidami) jest osadzona w zewnętrznej błonie komórkowej. Łączy on te dwie warstwy oraz zapewnia integralność struktury zewnętrznej błony komórkowej bakterii.

## Właściwości
Gen kodujący lipoproteinę Brauna odpowiada za syntezę peptydu złożonego z 78 aminokwasów, z czego 20 tworzą sekwencję sygnałową na jego końcu N. Po dojrzaniu, masa tego białka wynosi 6 kDa. Po tym, trzy monomery lpp łączą się w trimer, którego struktura jest utrzymywana przez zamek leucynowy.
W wielkich ilościach, przewyższających zawartość innych białek, BLP występuje u Pałeczki okrężnicy. Unikalną jego cechą jest możliwość tworzenia wiązań kowalencyjnych z peptydoglikanem bakterii. Lpp łączy go z błoną zewnętrzną bakterii kotwicąc ją swoim końcem N połączonym z lipidami. U E. coli jedna trzecia cząsteczek lipoproteiny tworzy między sobą krzyżówe wiązania peptydowe przez łańcuchy boczne. Natomiast pozostałe cząsteczki BLP występują w postaci wolnej, niezwiązanej z peptydoglikanem. Tę postać można znaleźć w dużej ilości na powierzchni tego gatunku bakterii.

## Funkcje
Lpp, na równi z innymi OmpA-podobnymi lipoproteinami zwanymi Pal/OprL, odpowiada za stabilność struktur zewnętrznych bakterii łącząc błonę do ściany komórkowej bakterii.
Uważa się, że lipoproteina Brauna jest ważnym czynnikiem wirulencji dla bakterii Pałeczki dżumy. BLP potrzebne jest tej bakterii by przetrwać odpowiedź nieswoistą gospodarza (głównie makrofagi) i skutecznie wywoływać dżumę w postaci zarówno dymieniczej, jak i płucnej.

## Immunologia
Lipoproteina Brauna przyłącza się do receptorów rozpoznających wzorce TLR2. Lpp powoduje również przyleganie neutrofili do komórek śródbłonka naczynia.